# Карлос Альберто Пенья
Карлос Альберто Пенья (ісп. Carlos Alberto Peña, нар. 29 березня 1990, Сьюдад-Вікторія) — мексиканський футболіст, півзахисник клубу «Леон» та національної збірної Мексики.

## Клубна кар'єра
Вихованець клубу «Пачука». 2010 року він був включений в заявку основної команди і 15 квітня в матчі проти «Крус Асуль» Карлос дебютував в Лізі MX. У своєму першому сезоні це був його єдиний матч за клуб. У наступному сезоні Пенья поступово завоював місце в основі. 17 жовтня в поєдинку проти «Монаркас Морелія» він забив свій перший м'яч, який приніс його команді нічию.
Влітку 2011 року Карлос перейшов до «Леона», який виступав в Лізі Ассенс, другому за рівнем дивізіоні Мексики. 30 липня в матчі проти «Коррекамінос» він дебютував за нову команду. 4 грудня в поєдинку проти «Ла-П'єдад» Пенья забив свій перший гол за «Леон». За підсумками сезону Карлос допоміг команді вийти до Прімери. Наразі встиг відіграти за команду з Леона 81 матч в національному чемпіонаті.

## Виступи за збірні
2011 року захищав кольори олімпійської збірної Мексики. У складі цієї команди провів 2 матчі.
16 жовтня 2012 року в матчі відбіркового циклу до чемпіонату світу 2014 року проти збірної Сальвадора Пенья дебютував у складі збірної Мексики.
Наступного року Карлос взяв участь в Золотому кубку КОНКАКАФ 2013 у США. На турнірі він був основним футболістом та зіграв у всіх матчах проти збірних Панами, Мартиніки  та Тринідаду та Тобаго. 
20 листопада в стиковому матчі за право попадання на Чемпіонат світу 2014 року проти збірної Нової Зеландії Пенья двічі асистував Орібе Перальті, а наприкінці зустрічі забив свій перший гол за національну команду.